# USS John P. Murtha (LPD-26)
El USS John P. Murtha (LPD-26) de la Armada de los Estados Unidos es un buque de asalto anfibio tipo LPD (landing platform dock) de la clase San Antonio. Fue colocada su quilla en 2012, botado en 2014 y asignado en 2016.

## Historial

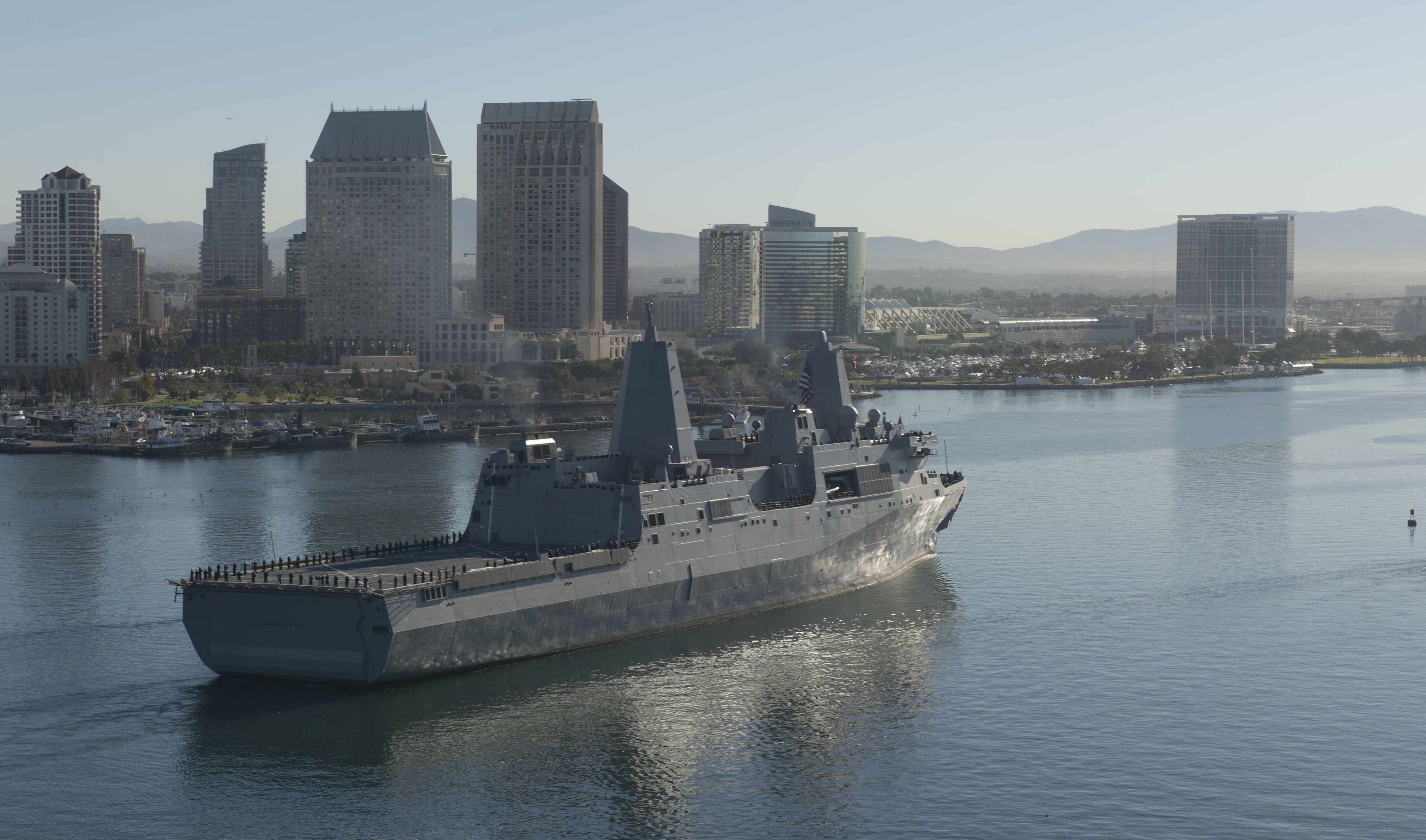
El John P. Murtha llegando a San Diego, año 2016.

Construido por el Ingalls Shipbuilding en Pascagoula, Misisipi; fue puesto en gradas el 6 de junio de 2012, botado el 30 de octubre de 2014 y asignado el 8 de octubre de 2016.
En 2017 el John P. Murtha finalizó las pruebas post-entrega. En 2018 llevó a cabo pruebas de recuperación de cápsulas espaciales Orion de la NASA.